# Akça Koca
Akça Koca (in turco ottomano: أكجا كوجا; ... – intorno al 1326) fu uno dei più stretti luogotenenti di Osman I, il fondatore dell'Impero ottomano.

## Biografia

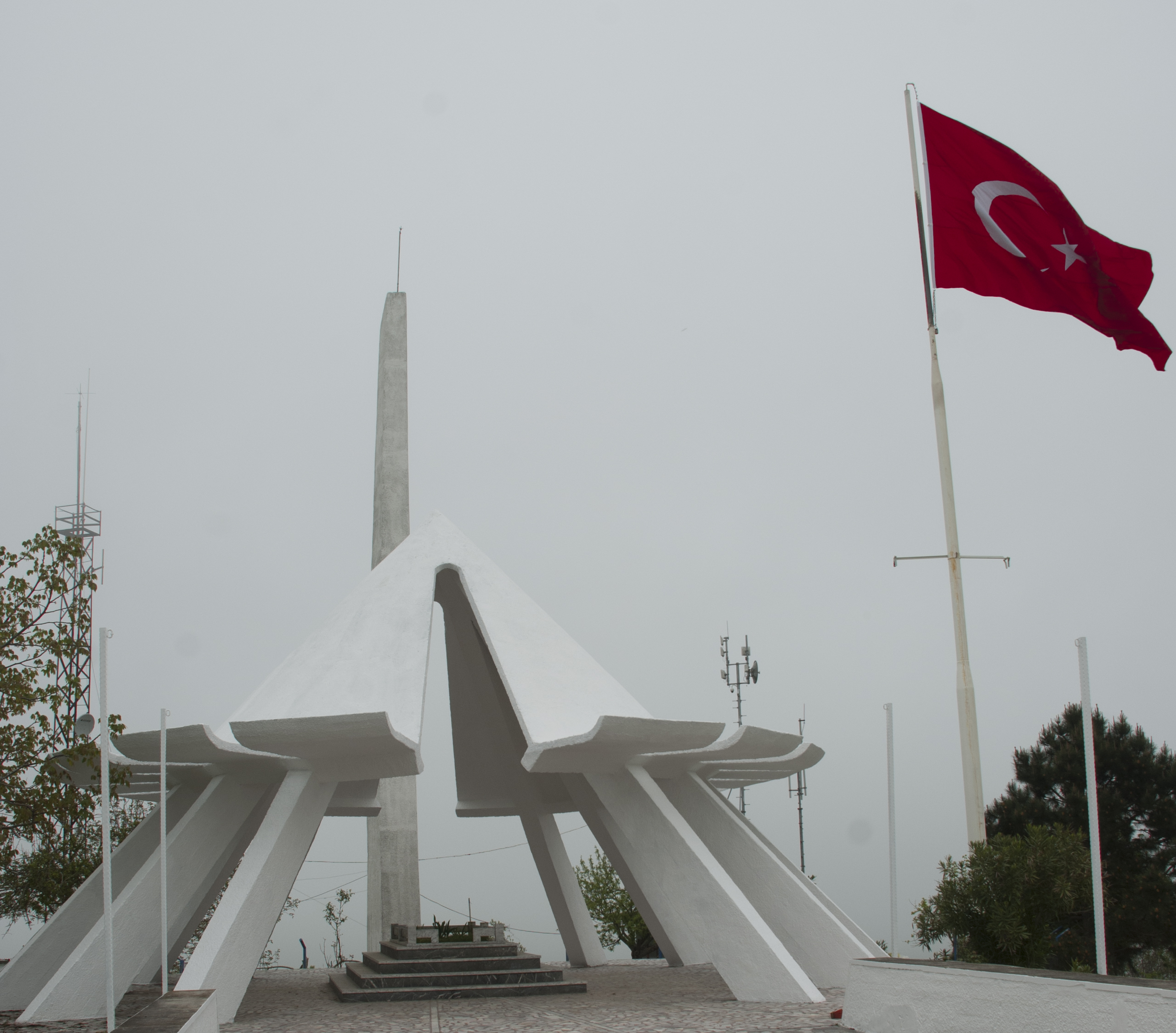
Türbe di Akça Koca a Kandıra

Akça Koca formò un gruppo di guerrieri molto forti, così come fecero Turgut Alp, Konur Alp, Samsa Çavuş, Abdurrahman Ghazi e Aykut Alp. Dopo che Osman Ghazi divenne il capo della tribù dei Kayı, tutti questi amici intimi furono i suoi comandanti più affidabili.
Gli fu assegnata la conquista di Nicomedia (odierna İzmit) e i suoi circondari intorno al 1320. Akça Koca conquistò alcuni castelli con le sue incursioni intorno a Sakarya e İzmit, prese la palanka sul lato del lago Ayan (oggi Lago di Sapanca) e ne fece il suo quartier generale, e in seguito catturò Pazaryeri e Kandıra e prese Aydos e Samandıra insieme a Konur Alp. Il castello di Samandıra fu dato in proprietà ad Akça Koca. Tutti i successi turchi tra Izmit e Üsküdar sono stati raggiunti grazie alle attività di Akça Koca e Abdurrahman Gazi.
Questi comandanti condussero molte battaglie che portarono alla nascita dell'Impero Ottomano.
La morte di Akça Koca avvenne intorno al 1326 e la sua tomba si trova su una collina di Kandıra. Di conseguenza, la provincia di Izmit (nome turchizzato di Nicomedia, con il prefisso "εἰς" che vuol dire "verso", "sulla strada per" come in Istanbul, che vuol dire "verso la città" e İznik, "verso Nicea") fu chiamata provincia di Kocaeli (in turco Koca Eli significa "territorio di Koca") . La città di Akçakoca, a 50 km da Düzce, originariamente di chiamava Akça Koca.
Il figlio di Akça Koca, Hacı İlyas, e i suoi nipoti Gebze Gazi e Fazlullah furono importanti servitori dello Stato ottomano.